# ديفيد سالوم
ديفيد سالوم (بالإسبانية: David Salom Fuentes)‏ مواليد 16 أكتوبر 1984 في ميورقة، إسبانيا، هو متسابق دراجات نارية إسباني. نافس في بطولة العالم للسوبربايك وبطولة العالم للسوبرسبورت وبطولة العالم للموتو جي بي.

## وصلات خارجية
- ديفيد سالوم على موقع MotoGP.com (الإنجليزية)
- ديفيد سالوم على موقع WorldSBK.com (الإنجليزية)
- الموقع الإلكتروني